# Оптація українців Чехословаччини
Оптація українців Чехословаччини — обмін населенням між СРСР та Чехословацькою Республікою, що відбувався у 1945—1947 рр. на підставі двосторонніх міжнародних договорів. Процес оптації складався з двох етапів: обмін населенням між Пряшівщиною та Закарпаттям у 1945—1946 рр. і Волинню у 1947 р.

## Визначення
Відповідно до міжнародного права оптація — це добровільний вибір одного громадянства із двох у випадку переходу території за договором від однієї до іншої держави. Зазвичай оптація завершується переселенням особи у країну, громадянство якої людина обрала.
У випадку радянського-чехословацького договору зміст оптації було дещо розширено. Особи чеської та словацької національностей, які мешкали в окремих регіонах УРСР, а саме Закарпаття і Волині, набули права добровільно обрати чехословацьке громадянство і переселитися в Чехословаччину. З другої сторони, українці, росіяни та білоруси з Чехословаччини могли набути радянського громадянства і виїхати до СРСР. Додатково право на оптацію мали українці та росіяни, які воювали у складі чехословацьких військових формувань під час Другої світової війни, а чехи і словаки, які воювали в лавах радянської армії, могли обрати громадянство СРСР.

## Договори
Правовою базою для проведення радянсько-чехословацької оптації були:
- Договір між СРСР і Чехословацькою Республікою про Закарпатську Україну від 28 червня 1945 р., до якого також додавався Протокол
- Угода між Урядом СРСР і Урядом ЧСР про право оптації та переселення відповідно громадян чеської і словацької національності, які мешкають в СРСР на території колишньої Волинської губернії, і чехословацьких громадян української, російської і білоруської національності, які мешкають на території Чехословаччини від 10 липня 1946 р.
- Конституційний декрет Президента ЧСР Е. Бенеша № 60 від 24 серпня 1945 р.
- Постанова уряду ЧСР № 61 про підготовку оптації від 24 серпня 1945 р.

## Перебіг

### Закарпаття
Обмін населення розпочався наприкінці 1945 р. Перший транспорт оптантів з Чехословаччини у складі 97 осіб прибув у Закарпаття 11 грудня 1945 р. На початку організаційними питаннями займався «Комітет громадян Закарпатської України у Празі», що був неурядовою структурою, проте видавав репатріантам супровідні листи. У ньому зазначався правовий статус особи, опис її майна, посилання на договір, а також прохання до контролювальних органів та прикордонної служби сприяти оптантам у поверненні на батьківщину.
Від початку 1946 р. справами відправлення репатрантів із Чехословаччини завідував представник Уповноваженого Ради Народних Комісарів СРСР у справі репатріації в Чехословаччині через збірний пересильний пункт у Празі. Від січня до липня 1946 р. цю посаду обіймав підполковник Дєєв, а з серпня 1946 р. — підполковник Кувиркін. Загалом, згідно зі звітом обласного відділу у справах репатріації виконкому Закарпатської обласної ради, станом на 1 січня 1948 р. з Чехословаччини в Закарпатську область прибуло 1973 осіб.
Дещо пізніше розпочалася оптація у зворотньому напрямку — із Закарпаття до Чехословаччини. 5 червня і 23 серпня 1946 р. відбули перші два залізничні ешелони, які налічували 223 особи. Цим питанням опікувалася оптаційна комісії МВС Чехословацької Республіки. Процес переселення затягнувся до весни 1947 р. через перешкоди, які створювали радянські державні органи для виїзду жителів Закарпатської області, серед яких були не лише чехи і словаки, але українці та росіяни.
За даними відділу у справах репатріації Закарпатського облвиконкому, загальна кількість сімей, які виїхали у 1945—1947 рр. із Закарпаття до Чехословаччини налічувала 1551 родину або понад 5 тис. осіб. Структура розподілу родин по районах області: Ужгородський — 432, Мукачівський — 280, м. Мукачево — 128, Перечинський — 110, Свалявський — 70, Берегівський — 57, Іршавський — 53, Великоберезнянський — 37, Тячівський — 24, Рахівський — 22, Хустський — 21, Виноградівський — 18, Воловецький — 9 і Міжгірський — 3.

### Волинь
Подальша двостороння оптація населенням на Волині помітно відрізнялася від репатріації на Закарпатті, а тому їх часто розглядають як два окремі переселення. Для обох сторін «волинська акція» мала на меті обміняти національні меншини з території своїх держав на етнічно споріднених репатріантів. Ще в роки ДСВ більшість волинських чехів виявила бажання переселитися до новоствореної Чехословаччини. Уряд СРСР погодився надати
їм право на виїзд, сподіваючись в обмін на організований приїзд з Чехословаччини на Волинь в основному осіб української, а також російської та білоруської національностей.
У пояснювальній записці Міністерства закордонних справ Чехословацької Республіки від 3 серпня 1946 р. до двосторонньої Угоди від 10 липня 1946 р. стверджувалося, що із загальної чисельності 35-40 тис. осіб чеської національності з Волині під час Другої світової війни 12 тис. осіб вступило до лав чехословацьких військових частин в СРСР під командуванням Людвіка Свободи. В результаті бойових дій загинуло 4 тис. волинських чехів, а 1 тис. — стали інвалідами.
14 жовтня 1946 р. у Москві, а 22-23 листопада — у Львові радянська і чехословацька сторона погодили порядок оптації у відповідності з Угодою. 6 грудня 1946 р. радянські уповноважені у справах оптації прибули у Східну Словаччину, звідки вже у кінці січня 1947 р. вирушили перші ешелони з українцями на Волинь. У зворотньому напрямку на початку лютого 1947 р. виїхали ешелони з волинськими чехами. Весною 1947 р. також поновився виїзд до Чехословаччини репатріантів із Закарпаття, яким радянські органи досі відкладали дозвіл на виїзд. Згідно із статистичними даними Переселенського центру в м. Кошиці, найбільша кількість оптантів прибула із Закарпаття у травні 1947 р. у кількості 2189 осіб.
У результаті обміну населенням на Волинь із Пряшівщини прибуло 2665 родин або 12 050 українців-русинів: Бардіївський округ — 1281 родин (5904 осіб), Міжлабірський — 706 (3088 ос.), Пряшівський — 440 (1972 ос.) і Гуменський — 238 (1051 ос.).
Офіційні представники радянського уряду у Словаччині обіцяли оптантам надати все необхідне для проживання на новому поселенні, якими переважно були села, у яких раніше проживали волинські чехи. Спочатку було надано житло, землю, реманент — все, що залишилося після виїзду чехів-колоністів до Чехословаччини. Проте за короткий термін радянська влада колективізувала усе майно, зокрема і те, яке переселенці з Пряшівщини привезли з собою, створивши у місцях проживання оптантів колгоспи.
Влітку 1947 р. значна частина переселенців з Пряшівщини вирішила повернутися до Чехословаччини. Селяни проводили таємні збори громади, на яких приймалися заяви до центральних державних органів СРСР і УРСР з проханням надати дозвіл на реоптацію. 15 липня 1948 р. 75 сімей оптантів вирушили валкою возів із рівненського с. Квасилів з метою повернутися на Пряшівщину. Ініціатива зазнала невдачі, оскільки міліція та військовики заблокували село, а організатори (Й. Процо, М. Шкуманич, С. Галайдек) були заарештовані та після суду заслані у табори на Сибір. Така ж доля чекала на осіб, які агітували односельчан за поверненням до Чехословаччини.
До кінця 1960-х років оптанти з Волині поодинці намагалися пересуватися ближче до радянсько-чехословацького кордону. Більшість із них тимчасово, а деякі і назавжди поселялися в Закарпатській області. Лише на початку 1960-х років та, особливо, під час Празької весни 1968 р. з'явилася нетривала можливість для виїзду з СРСР до Чехословаччини.

## Наслідки
У результаті проведених заходів з оптації частини українського населення Пряшівщини та Закарпаття переважна більшість з них втратила свою українську національну ідентичність. Репатріанти із Закарпаття, з-поміж 15-20 тис. осіб яких українці становили більшість, вимушені були декларувати себе чехами або словаками.
Волинські оптанти другої половини 1940-х років переважно перетворилися на словацьких реоптантів другої половини 1990-х років. Це специфічна група на території Словацької Республіки, що разом з колишніми оптантами, членами їхніх сімей та нащадками, а також осіб, з якими переселенці поріднилися вже в Україні, налічує близько 20 тис. осіб. Внаслідок негативного життєвого досвіду перебування за сталінських часів в Україні у більшості вони відмовилися від української ідентичності, що штовхало їх до русинства або частіше до ідентифікації себе зі словаками, що призвело до їхньої асиміляції. Цьому також сприяють обставини проживання реоптантів у містах, оскільки більшість з них не мала змоги повернутися у рідні домівки, бо під час репатріації до УРСР передала їх чехословацькій державі.
Попри переважно негативні оцінки оптації, серед її позитивних ознак вказують на широкий доступ до освіти для дітей переселенців з України. Вони мали можливість закінчити українські школи і виші, тому після повернення до Словаччини із середовища освічених реоптантів вийшло багато вчителів, акторів театрів, вчених, юристів, військових, спеціалістів народного господарства.
У 1997 р. у м. Пряшів було засновано Координаційний комітет реоптантів та проведено семінар-зустріч представників реоптантів. На основі документів з українських, словацьких і чеських архівів, а також спогадів учасників подій була підготовлена книга «Оптанти», про долю переселенців з Чехословаччини на Волинь у 1947 р.